# Svartvit monark
Svartvit monark (Arses kaupi) är en fågel i familjen monarker inom ordningen tättingar.

## Utseende och läte
Svartvit monark är en liten flugsnapparliknande fågel med just svartvit fjäderdräkt. Undersidan är vit förutom ett svart bröst band. Vidare har den svart ögonmask, stjärt och vinge, blå ögonring och svart rygg med ett vitt band. På baksidan av huvudet syns en stor uppuffad vit krage. Liknande kapyorkmonarken saknar svart bröstband och har mer svart under hakan. Bland lätena hörs en snabb upprepad vissling.

## Utbredning och systematik
Svartvit monark förekommer endast i nordöstra Queensland i Australien. Den delas in i två underarter med följande utbredning:
- Arses kaupi terraereginae – förekommer i nordöstra Queensland, från floden Annan till floden Mossman
- Arses kaupi kaupi – förekommer i nordöstra Queensland (från floden Mossman till bergskedjan Seaview)

## Levnadssätt
Svartvit monark hittas i fuktiga skogar. Där lever den som en trädkrypare, klättrande upp och nerför trädstammar på jakt efter insekter i barken.

## Status
Arten har ett relativt begränsat utbredningsområde, men beståndet anses vara stabilt. IUCN kategoriserar arten som livskraftig.

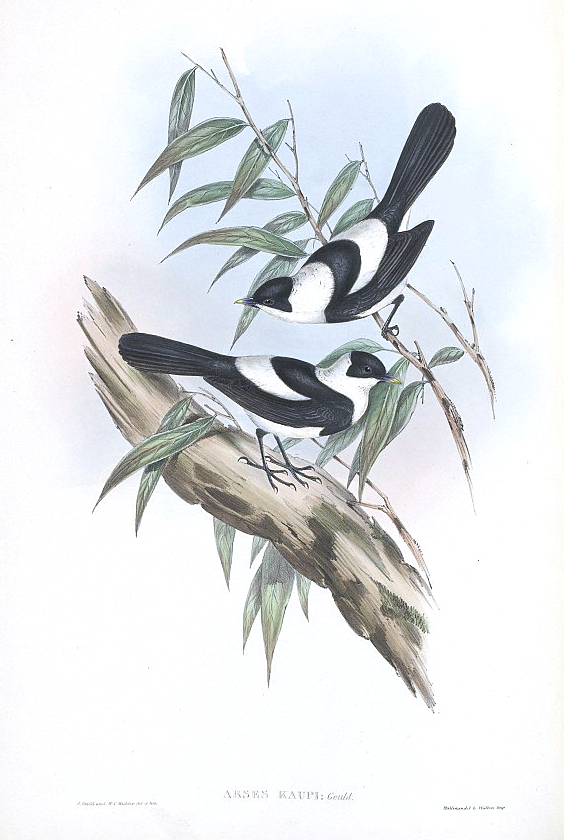